# Waiblingen Challenger 1987
Il Waiblingen Challenger 1987 è stato un torneo di tennis facente parte della categoria ATP Challenger Series nell'ambito dell'ATP Challenger Series 1987. Il torneo si è giocato a Waiblingen in Germania dall'11 al 17 maggio 1987 su campi in terra rossa.

## Vincitori

### Singolare
Alberto Tous ha battuto in finale  Roland Stadler per walkover

### Doppio
Jaroslav Navrátil /  Mark Woodforde hanno battuto in finale  Alex Antonitsch /  Peter Lundgren con il punteggio di 6–3, 7–5